# Syrphoctonus idari
Syrphoctonus idari är en stekelart som beskrevs av Diller 1985. Syrphoctonus idari ingår i släktet Syrphoctonus och familjen brokparasitsteklar. Arten är reproducerande i Sverige. Inga underarter finns listade i Catalogue of Life.